# سی‌اف‌بی وینیپگ
سی‌اف‌بی وینیپگ (به انگلیسی: CFB Winnipeg) یک فرودگاه همگانی و نیروهای مسلح کانادا با کد یاتا YWG است که یک باند فرود آسفالت دارد و طول باند آن ۲۹۵۲ متر است. این فرودگاه در شهر وینیپگ کشور ایالات متحده آمریکا قرار دارد و در ارتفاع ۲۳۹ متری از سطح دریا واقع شده‌است.